# Encoma rectangulata
Encoma rectangulata là một loài bướm đêm trong họ Geometridae.